# Marcus Malte
Pour les articles homonymes, voir Malte (homonymie).
Marcus Malte, pseudonyme de Marc Martiniani, né le 30 décembre 1967 à La Seyne-sur-Mer, est un romancier et nouvelliste français, auteur de plusieurs romans policiers et ouvrages de littérature d'enfance et de jeunesse.

## Biographie
Après un baccalauréat littéraire, il obtient une licence d'études cinématographiques et devient responsable d'une salle de cinéma de sa ville natale. Également pianiste, il joue régulièrement au sein d'un groupe de jazz. Cette expérience lui inspire Mister, le héros de son premier roman, Le Doigt d'Horace (1996). Mister, un musicien noir joue du piano dans une boîte parisienne où un certain Franck, venu le féliciter, lui révèle un soir avoir tué trois individus. Avec Bob, un ami chauffeur de taxi, Mister se lance dans une enquête pour en savoir plus.  Ce héros singulier dans l'univers du polar français revient dans Le Lac des singes (1997) où il accepte un contrat pour faire partie d'une formation qui se produit au Casino d'Évian. À son arrivée sur place, il apprend par le commissaire Jabron que plusieurs joueurs qui ont récemment gagné aux tables de jeu ont été assassinés. Mister sympathise avec des employés du Casino et comprend bientôt que l'un d'entre eux est le coupable recherché.
Marcus Malte abandonne ensuite Mister pour écrire des romans noirs, dont Carnage, constellation (1998), récit de la rencontre entre un jeune homme trans et un truand, Garden of Love (2007), lauréat de plusieurs prix, et Les Harmoniques (2011), qui remporte le Prix Mystère de la critique 2012. La critique « a comparé son univers romanesque à ceux de Jim Thompson, David Goodis ou Harry Crews ».
Il a également fait paraître des romans policiers destinés à la jeunesse, notamment Il va venir (2005) et De poussière et de sang (2007).
Le 25 octobre 2016, le prix Fémina lui est attribué pour Le Garçon. En juin 2017, il reçoit pour ce même roman le prix Cardinal-Perraud, des mains de Mgr Benoît Rivière.
En 2025 il publie le roman jeunesse Le Dernier Hiver, histoire d'un bonhomme de neige, dans lequel, selon l'avis critique de Télérama, « Marcus Malte confie à un narrateur hivernal inattendu le soin de brosser le tableau de ces trois derniers siècles ».

## Engagement politique
En 2012, il soutient Jean-Luc Mélenchon, candidat du Front de gauche à l'élection présidentielle.

## Œuvre

### Romans

#### SérieMister
- Le Doigt d'Horace, Fleuve noir, 1996 ; réédition, Gallimard, coll. « Folio policier » no 551, 2009
- Le Lac des singes, Fleuve noir, 1997 ; réédition, Gallimard, coll. « Folio policier » no 564, 2009

#### SérieLe Poulpe
- Le Vrai Con maltais, Baleine, coll. « Le Poulpe » no 168, 1999

#### Autres romans
- Carnage, constellation, Fleuve noir, 1998 ; réédition, Gallimard, coll. « Folio policier » no 506, 2008
- Et tous les autres crèveront, Zulma, 2001
- La Part des chiens, Zulma, 2003 ; réédition, Gallimard, coll. « Folio policier » no 519, 2008 Prix Polar dans la ville 2004
- Plage des Sablettes, souvenirs d'épaves, Autrement, 2005
- Garden of Love, Zulma, 2007 ; réédition, Gallimard, coll. « Folio policier » no 589, 2010 Grand Prix Paul-Féval de la SGDL 2007 - Prix Michel-Lebrun 2007 - Prix Cannes Polar 2007 - Prix Sang d'encre 2007 - Prix Goutte de sang d'encre 2007 - Prix Millepages 2007 -  Prix des lecteurs Quais du polar 2008 - Prix Cœur noir Le choix de la Critique 2008 - Grand prix des lectrices de Elle 2008 - Prix les lecteurs Villeneuve-lez-Avignon 2009 - Prix Soleil noir 2010
- Les Harmoniques, Gallimard, coll. « Série noire », 2011 Prix Mystère de la critique 2012
- Le Garçon, Zulma, 2016  — Prix Femina 2016
- Aires, Zulma, 2020
- Qui se souviendra de Phily-Jo ?, Zulma, 2022
- Aux marges du palais, Zulma, 2024

### Recueils de nouvelles
- Intérieur Nord, Zulma, 2005 Prix du Rotary Club de Paris - Prix de la Nouvelle de Nanterre - Prix des Lycéens et Collégiens
- Toute la nuit devant nous, Zulma, 2008 Prix François-Mauriac de l'Académie française (médaille de bronze) 2009[6]
- Fannie et Freddie, Zulma, 2014 (inclus les nouvelles Fannie et Freddie et Ceux qui construisent les bateaux ne les prennent pas)

### Nouvelles
- Les Étourneaux, in Douze et amères, collectif, Fleuve noir, 1997
- Les Heures les plus sombres de ma vie, in Sous la couverture quelques faits d'hiver, collectif, DAL, 1998
- Novembre 2999, in Agenda du polar, collectif, Stylus, 1999
- La Montée des eaux, journal Libération, 1999 (série "Ligne noire")
- Ça part du ventre, in Les 7 Familles du polar, collectif, Baleine, 2000
- Le Père à Francis, in Marseille, du noir dans le jaune, collectif, Autrement, 2001
- Des noms de fleurs', in Bleu, blanc, sang, collectif, Fleuve noir, 2001
- Mon frère est parti ce matin, Zulma, 2003 ; réédition, Paris, Gallimard, coll. « Folio 2euros » no 5351, 2012
- Nina au pays des merveilles, in Petites agonies urbaines, collectif, Le Bec en l'air, 2006
- La Petite Fille aux amulettes, in Bloody Birthday, collectif, Elb 2007
- Inoxydable, in RDV au pied de la statue, collectif, Terre de Brume 2007
- Zeer daarlijk voeders, in Ostende au bout de l'Est, collectif, Le Bec en l'air 2009
- Maestros y mozos, in Le Frère de Pérez, collectif, Au Diable Vauvert, 2010
- Ouvrez la cage, in Paris jour, collectif, Parigramme, 2011
- Daniel, in Les Hommes en noir, collectif, Les contrebandiers, 2011
- Des cerises et des roses, AFPA, 2011
- Cannisses, Éditions In8, 2012 ; réédition dans le volume Cannisses, suivi de Far West, Gallimard, coll. « Folio » no 6355, 2017
- Tamara, suite et fin, dans le recueil Femmes en colère, IN8, coll. « Polaroïd », 2013
- Musher, Zulma, 2013  (ISBN 978-2-84304-652-0) (d'abord publiée dans le recueil de nouvelles Intérieur Nord en 2005)
- Far west, Éditions In8, 2016 ; réédition dans le volume Cannisses, suivi de Far West, Gallimard, coll. « Folio » no 6355, 2017
- Cocotte, dans Crimes de sang-froid. Paris, Nouveau Monde Éditions, 2018.  (ISBN 978-2-369-42697-4)
- Bande décimée nouvelle dans 13 à table ! 2018. Pocket , 2016.  (ISBN 978-2-266-27952-9)
- Mon bateau blanc ou l'Histoire d'un naufrage nouvelle dans 13 à table ! 2025. Pocket, 2024.  (ISBN 978-2-266-34491-3)

### Ouvrages de littérature d'enfance et de jeunesse
- 9Cent jours avec Antoine et Toine, Seuil, 2000
- Sous ma couverture, Pocket jeunesse, coll. « Kid pocket » no 661, 2001
- Bandit, Pocket junior no 1201, 2005
- Il va venir, Syros, coll. « Souris noire », 2006 Prix du polar jeunesse de Montigny-lès-Cormeilles - Prix du polar jeunesse de Neuilly-Plaisance - Prix du Roseau 2007
- Le Chapeau, Syros, 2006
- De poussière et de sang, Pocket jeunesse no 2339, 2007 ; réédition, Pocket no 14259, 2010 Prix des collégiens du Doubs
- Le Chat Machin, Syros, 2007
- L'Échelle de Glasgow, Syros, 2007
- Scarrels, Syros 2008 ; réédition, Syros, coll. « Syros poche », 2010
- Ô corbeau, Syros, 2010
- Mon vaisseau te mènera jeudi sur un nuage, Syros, 2011
- Appelle-moi Charlie, Syros, 2011
- Sous ma couverture vit un ours blanc, Sarbacane, 2012
- La Chanson de Richard Strauss, Sarbacane, 2012
- Tu seras ma princesse[7], texte de Marcus Malte, ill. Régis Lejonc, Sarbacane, 2017
- Le Dernier Hiver[4], éditions du Rouergue, collection « DoAdo », 2025

## Adaptations de son œuvre

### En bande dessinée
- Le Vrai Con maltais, adaptation de Jampur Fraize, Six pieds sous terre, coll. « Le Poulpe », 2002
- Les Nuits de Saturne, adaptation de Pierre-Henry Gomont, Éditions Sarbacane, 2015 (D'après le roman Carnage constellation paru en 1998)

## Prix
- Prix Michel-Lebrun de la Ville du Mans 2007 pour Garden of love[8]
- Prix des lecteurs Quai du polar / 20 minutes 2008 pour Garden of love[9]
- Grand prix des lectrices de Elle 2008 pour Garden of love[10]
- Prix François-Mauriac 2009 pour Toute la nuit devant nous[11]
- Prix Mystère de la critique 2012 pour Les Harmoniques[12]
- Prix Femina 2016 pour Le Garçon[13]
- Prix Rive Gauche à Paris 2022 pour Qui se souviendra de Phily-Jo ?[14]